# Девети македоно-одрински конгрес
Деветият македонски конгрес на Македоно-одринската организация в България се провежда от 29 юли до 5 август 1901 година в салона на „Славянска беседа“ в София.

## Заседание и решения
Протоколите на заседанията на конгреса не са открити и основните сведения са от делегата от Бяла Слатина Георги Тишинов, който шест месеца по-късно публикува полемичната брошура „Стига вече!“ и от дневника на Евтим Спространов, който е събрал значителна информация от делегати на конгреса.
Първият ден на конгреса съвпада с началото на съдебния процес срещу Борис Сарафов и другите членове на старото ръководство на ВМОК, обвинени в съучаствие в убийството на Стефан Михайляну в Букурещ. На конгреса са представени всички течения в организацията - привърженици на Сарафов, на Иван Цончев, социалисти и симпатизанти на ВМОРО.
Още при проверката на пълномощните избухва конфликт. Според „Статутите“ на организацията делегати излъчват само дружествата, които кореспондират пряко с ВМОК и в края на мандата си Сарафов, за да си осигури мнозинство на Осмия конгрес започва безразборна кореспонденция с много селски дружества без всякаква тежест. Това дава повод на цончевистите да се опитат да анулират избора на няколко делегати, което искане след бурни обсъждания е отхвърлено. Избрано е бюро с председател Тодор Някшев.
Дебатите са открити от председателя на ВМОК Стоян Михайловски, писател с консервативни убеждения, който под впечатление от обиколката си из страната, говори за надигащия се в революционното движение като язва и проказа анархизъм. След това от трибуната цончевистът Христо Саракинов обвинява бившия си другар Сарафов в злоупотреба със 100 000 лева организационни пари.
На 2 август Сарафов и другарите му са оправдани поради липса на доказателства. Посрещнати от няколкохилядно множество те са отнесени на ръце направо в „Славянска беседа“. На заседанието на конгреса са допуснати само Сарафов и Владислав Ковачев, които са поканени от Някшев за разяснения като бивш председател и секретар на ВМОК. На обвиненията в злоупотреби те отговарят с обвинения в царедворство. Част от делегатите, огорчени от скандала, напускат заседанието.
Конгресът преизбира Михайловски за председател на ВМОК, за подпредседател е избран генерал Цончев, който на практика поема ръководството на МОО, секретар e капитан Иван Стойчев, касиер Георги Белев, съветници - членове подполковник Стефан Николов и поручик Антон Бузуков.
Конгресът изработва по инициатива на Вътрешното крило директива, приета от цончевистите само по тактически съображения. В директивата се казва:
| „ | Задачата на Македоно-одринската организация въ свободна България е не да направлява и рѫководи революционното движение в Македония и Одринско, което се развива при особени специални условия и не търпи никакви пресилвания отвънъ, а само да му съдействува морално и материално, като сѫщевременно изяснява и тълкува неговитѣ цели и стремежи, както предъ българското, така и предъ европейското общество. | “ |